# Павильон № 62 «Охрана природы» на ВДНХ
Павильон № 62 «Охрана здоровья» (с 1954 по 1956 год — «Строительные материалы», в 1956—1963 годы — «Атомная энергия в мирных целях», с 1964 по 1967 год — «Легкая промышленность», с 1967 — «Охраны здоровья») — один из павильонов ВДНХ. Объект культурного наследия РФ.

## История
В 1954 году на липовой аллее воздвигли небольшой павильон, получивший название «Строительные материалы». Он стал частью большого тематического раздела «Постройки колхозного села». На экспозиции были представлены достижения советской строительной индустрии: новые материалы, изделия и технологии, а также то, как они могут быть эффективно применены в сельской местности с макетами и сметами различных сельскохозяйственных сооружений.
В 1956 году на территории ВСХВ проходила Всесоюзная промышленная выставка и к ней изменили тему павильона — он стал называться «Атомная энергия в мирных целях». Посетителям демонстрировали измерительные приборы, коллекцию урановых руд, средства радиологической защиты и макеты установок для термоядерных исследований. В центральном зале разместили действующий ядерный реактор на уране-235 мощностью 100 кВт. Так как ядерный реактор был в открытом исполнении, посетители павильона могли наблюдать эффект Черенкова — характерное голубое свечение в толщи воды, производимое ядерной реакцией. Атомный павильон стал обязательной частью программы экскурсионных программ для иностранных делегаций.
В 1959 году атомная экспозиция расширилась за счет площадей соседнего павильона № 61. А в 1964 году экспозиция двух павильонов переехала в здание № 71, прежде бывшее «павильоном РСФСР». Павильон № 61 был отдан под «Лёгкую промышленность», а в 62-м разместилась часть невместившейся экспозиции.
В 1967 году после реконструкции территории ВДНХ павильон № 62 получил название «Охрана природы» и стал площадкой для освещения деятельности Всероссийского общества охраны природы. Новая экспозиция рассказывала об охране земель и недр, а также о защите вымирающих животных и исчезающих растений. Позже в павильоне базировался клуб любителей авторской песни «Республика песни».
С 2015 года павильон входит в число объектов культурного наследия федерального значения.
В 2017 году после реставрации в павильоне открылся Международный Центр Балета.

## Архитектура

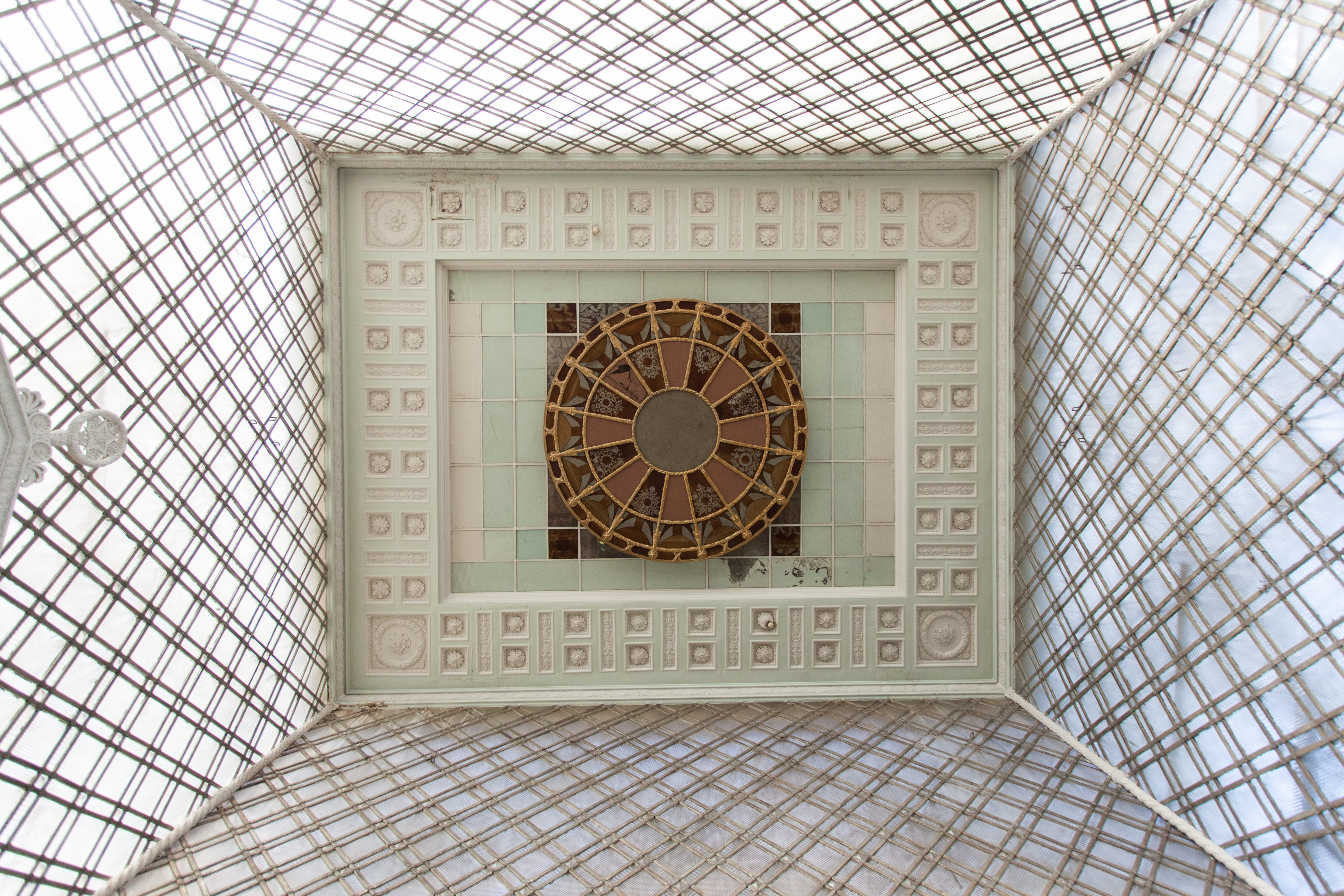
Центральный объём павильона — стеклянный куб. Вид вверх, на потолок. Фото 2013 года, сделано в полдень солнечного летнего дня

Павильон № 62, спроектированный архитекторами Г. И. Луцким, Л. И. Лоповок и инженером С. Г. Кривиным, примечателен смешением стилей, форм и материалов. Де-факто сам по себе павильон является демонстрацией современных технологий и подходов к строительству. Центральный 16-метровый куб набран из гранёных блоков закалённого стекла — так называемого сталинита — и благодаря этому сквозь стену во входной зал проникает свет, создавая ощущение, что крыша висит в воздухе. Дополняет эффект витражный потолок. Куб венчает богатый орнаментом карниз, крышу украшает ограда из железобетонных «кокошников», а по углам размещены декоративные обелиски.
Небольшие входные двери вписаны в богато оформленный портал. Над дверьми установлена скульптура строителя, держащего в руке капитель ионической колонны. Над входом нависает скульптурная группа с гербом СССР, окружённым смальтовыми складками знамён, на фоне которых видны отбойные молотки, серп, овощи.
Боковые части здания ниже, оформлены лепными элементами. Прежде их стены по главному фасаду были украшены барельефом на тему дружбы народов советских республик. Изначально цоколь, ступени и площадка перед павильоном были облицованы лабрадором, но затем его заменили более прочными материалами.
У павильона есть полноценный задний фасад. Колонны и полуколонны, почти по всей высоте украшенные лепниной, образуют портик, над которым виднеется объём всё того же стеклянного куба.